# Червонська сільська рада
Червонська сільська́ ра́да (до 2017 року — Червонопрапорна) — адміністративно-територіальна одиниця та орган місцевого самоврядування в Генічеському районі Херсонської області. Адміністративний центр — село Червоне.

## Загальні відомості
Червонопрапорна сільська рада утворена в 1929 році.
- Територія ради: 110,445 км²
- Населення ради: 1 497 осіб (станом на 2001 рік)
- Водоймища на території, підпорядкованій даній раді: озеро Сиваш

## Населені пункти
Сільській раді підпорядковані населені пункти:
- с. Червоне
- с. Салькове
- с. Семихатка
- с. Ясна Поляна

## Склад ради
Рада складається з 16 депутатів та голови.
- Голова ради:
- Секретар ради: Боєв Віктор Олександрович

### Керівний склад попередніх скликань
| Прізвище, ім'я, по батькові | Основні відомості                                    | Дата обрання | Дата звільнення |
| --------------------------- | ---------------------------------------------------- | ------------ | --------------- |
| Казначеєв Сергій Васильович | Сільський голова, 1957 року народження, безпартійний | 26.03.2006   | 31.10.2010      |

Примітка: таблиця складена за даними сайту Верховної Ради України

### Депутати
За результатами місцевих виборів 2010 року депутатами ради стали:

#### За суб'єктами висування
| Суб'єкт висування                                       | Кількість обраних депутатів | %    |
| ------------------------------------------------------- | --------------------------- | ---- |
| Партія регіонів                                         | 6                           | 37,5 |
| Комуністична партія України                             | 4                           | 25   |
| Політична партія Всеукраїнське об'єднання «Батьківщина» | 2                           | 12,5 |
| Самовисування                                           | 2                           | 12,5 |
| Народна партія                                          | 1                           | 6,3  |
| Українська Народна Партія                               | 1                           | 6,3  |

#### За округами
| № округу                                                | Прізвище, ім'я, по батькові        | Дата визнання обраним | Освіта             | Партійна приналежність                        | Відомості про обраного депутата                              |
| ------------------------------------------------------- | ---------------------------------- | --------------------- | ------------------ | --------------------------------------------- | ------------------------------------------------------------ |
| Комуністична партія України                             |                                    |                       |                    |                                               |                                                              |
| 2                                                       | Демура Лариса Іванівна             | 05.11.2010            | середня спеціальна | член Комуністичної партії України             | фельдшерсько-акушерський пункт с. Семихатка, завідувачка     |
| 4                                                       | Дороховська Любов Леонідівна       | 05.11.2010            | середня спеціальна | член Комуністичної партії України             | Поштове відділення с. Семихатка, завідувачка                 |
| 14                                                      | Бубісь Ірина Іванівна              | 05.11.2010            | середня спеціальна | член Комуністичної партії України             | Червонопрапорний фельдшерсько-акушерський пункт, завідувачка |
| 15                                                      | Бубісь Наталя Леонідівна           | 05.11.2010            | вища               | позапартійна                                  | Генічеське відділення ВАТ «Укрпошта», бухгалтер              |
| Народна Партія                                          |                                    |                       |                    |                                               |                                                              |
| 11                                                      | Баранаускас Наталя Юозасівна       | 05.11.2010            | середня            | позапартійна                                  | Комунальне підприємство «Потенціал», головний бухгалтер      |
| Партія регіонів                                         |                                    |                       |                    |                                               |                                                              |
| 1                                                       | Власенко Анатолій Григорович       | 05.11.2010            | середня спеціальна | член Партії регіонів                          | Комунальне підприємст «Потенціал», директор                  |
| 3                                                       | Лопатін Ігор Володимирович         | 05.11.2010            | середня спеціальна | член Партії регіонів                          | ТОВ «Цемент НК», механік                                     |
| 6                                                       | Литвиненко Юрій Олександрович      | 05.11.2010            | середня спеціальна | член Партії регіонів                          | «Промінвестбанк», охоронець                                  |
| 7                                                       | Грохольська Валентина Захарівна    | 05.11.2010            | середня спеціальна | член Партії регіонів                          | тимчасово не працює                                          |
| 12                                                      | Мусійчук Світлана Іванівна         | 05.11.2010            | середня спеціальна | член Партії регіонів                          | Фірма «Аіст», продавець                                      |
| 13                                                      | Іваницький Павло Михайлович        | 05.11.2010            | середня            | позапартійний                                 | тимчасово не працює                                          |
| Політична партія Всеукраїнське об'єднання «Батьківщина» |                                    |                       |                    |                                               |                                                              |
| 8                                                       | Таран Віктор Федорович             | 05.11.2010            | середня спеціальна | член Всеукраїнського об'єднання «Батьківщина» | тимчасово не працює                                          |
| 9                                                       | Мунц Володимир Володимирович       | 05.11.2010            | вища               | член Всеукраїнського об'єднання «Батьківщина» | тимчасово не працює                                          |
| Українська Народна Партія                               |                                    |                       |                    |                                               |                                                              |
| 5                                                       | Гладун Марина Володимирівна        | 05.11.2010            | вища               | позапартійна                                  | Червонопрапорна загальноосвітня школа, вчитель               |
| Самовисування                                           |                                    |                       |                    |                                               |                                                              |
| 10                                                      | Рождественський Анатолій Борисович | 05.11.2010            | середня спеціальна | позапартійний                                 | Червонопрапорна сільська рада, водій                         |
| 16                                                      | Боєв Віктор Олександрович          | 05.11.2010            | вища               | позапартійний                                 | Червонопрапорна сільська рада, секретар                      |